# Hautefage-la-Tour
 Hautefage-la-Tour  es una población y comuna francesa, en la región de Aquitania, departamento de Lot y Garona, en el distrito de Villeneuve-sur-Lot y cantón de Penne-d'Agenais.

## Demografía
| 523 | 507 | 465 | 520 | 528 | 655 |
| Para los censos de 1962 a 1999 la población legal corresponde a la población sin duplicidades (Fuente: INSEE [Consultar]) |     |     |     |     |     |